# بارك جون جيوم
بارك جون جيوم (بالكورية: 박준금)‏ هي ممثلة كورية جنوبية، ولدت يوم 29 يوليو 1962 في تشنتشون في كوريا الجنوبية.

## روابط خارجية
- بارك جون جيوم على موقع IMDb (الإنجليزية)
- بارك جون جيوم على موقع قاعدة بيانات الفيلم (الإنجليزية)
- بارك جون جيوم على موقع كينوبويسك (الروسية)